# Drepanocladus simplicissimus
Drepanocladus simplicissimus là một loài Rêu trong họ Amblystegiaceae. Loài này được Warnst. mô tả khoa học đầu tiên năm 1903.